# Иванов Ручей
Иванов Ручей — река в России, протекает по территории Сосновецкого сельского поселения Беломорского района и Боровского сельского поселения Калевальского района Республики Карелии. Длина реки — 20 км.
Река берёт начало из болота без названия на высоте выше 122,6 м над уровнем моря.
Течёт преимущественно в северо-западном направлении по заболоченной местности.
Река в общей сложности имеет 13 притоков суммарной длиной 27 км. Наиболее крупный приток — река Большой Рог.
Втекает с правого берега в реку Чирко-Кемь.
Населённые пункты на реке отсутствуют.
Код объекта в государственном водном реестре — 02020000912202000004208.